# Католицька церква на Соломонових Островах
Като́лицька це́рква на Соломо́нових Острова́х — друга християнська конфесія Соломонових Островах. Складова всесвітньої Католицької церкви, яку очолює на Землі римський папа. Керується конференцією єпископів. Станом на 2004 рік у країні нараховувалося близько 91 000 католиків (19,86% від усього населення). Існувало 3 діоцезій, які об'єднували 27 церковних парафій.  Кількість  священиків — 67 (з них представники секулярного духовенства — 38, члени чернечих організацій — 29), постійних дияконів — 0, монахів — 43, монахинь — 95.